# Vinylsulfonsäure
Vinylsulfonsäure ist der einfachste Vertreter ungesättigter Sulfonsäuren. Die aktivierte Doppelbindung bedingt die hohe Reaktivität gegenüber nucleophilen Agentien und die ausgeprägte Polymerisationsneigung, insbesondere bei der Verwendung als Comonomer mit funktionellen Vinyl- und (Meth)Acrylsäureverbindungen.

## Gewinnung und Darstellung
Vinylsulfonsäure kann durch Dehydratisierung von Isethionsäure mittels Phosphorpentoxid hergestellt werden:
Die Sulfochlorierung von Chlorethan nach Reed, Dehydrohalogenierung zum Vinylsulfonylchlorid und anschließende Hydrolyse des Säurechlorids führt ebenfalls zu Vinylsulfonsäure.
Technisch relevant ist ausschließlich die alkalische Hydrolyse von Carbylsulfat mit anschließendem Ansäuern des entstehenden Natriumvinylsulfonats:
Die Reaktion ist mit einer Reaktionsenthalpie von 1.675 kJ/kg stark exotherm und erfordert die exakte Einhaltung von Temperatur und pH-Wert bei der Hydrolyse. Mit Calciumhydroxid als Hydrolysemedium resultiert eine Lösung von Calciumvinylsulfonat, aus der beim Ansäuern mit konz. Schwefelsäure schwerlösliches Calciumsulfat ausfällt und eine farblose Vinylsulfonat-Lösung erhalten wird.

## Eigenschaften
Reine Vinylsulfonsäure ist eine farblose, viskose und wasseranziehende Flüssigkeit, die sich an der Luft rasch gelb-braun bis dunkelrot verfärbt.
Reinigung durch Entfärbung mit Aktivkohle und Vakuumdestillation, sowie Stabilisierung der oxidationsempfindlichen Substanz, z. B. mit MEHQ erfordern erheblichen Aufwand, sind aber zur Erzielung hoher Molgewichte bei der (Co)Polymerisation oder beim Einsatz in Elektronikmaterialien unerlässlich. Wässrige Vinylsulfonsäure-Lösungen reagieren stark sauer.

## Verwendung
An die aktivierte Doppelbindung der Vinylsulfonsäure können leicht Nucleophile addiert werden; so entsteht mit Ammoniak Taurin und mit Methylamin N-Methyltaurin, das als Ausgangsmaterial für die Tensidklasse der Tauride dient.
Vinylsulfonsäure wird als reaktionsfähiges Monomer zur Herstellung von stark sauren bzw. anionischen Homo- und Copolymeren eingesetzt, die in der Elektronikindustrie in Photoresists, als leitfähige Polymere und in Polymerelektrolymembranen (PEM) für Brennstoffzellen Verwendung finden. So bildet Polyvinylsulfonsäure transparente Membranen mit hoher Ionenaustauschkapazität und Protonenleitfähigkeit.
Vinylsulfonsäure kann auch auf polymere Träger, wie z. B. Polystyrol gepfropft werden, wobei stark saure Ionenaustauscher erhalten werden, die sich als Katalysatoren für Veresterungen und Friedel-Crafts-Acylierungen eignen.
Wo die Sulfonsäurefunktionalität nicht unbedingt erforderlich ist, wird die wesentlich anwenderfreundlichere alkalisch-wässrige Lösung des Natriumvinylsulfonats eingesetzt, das bei der alkalischen Hydrolyse des Carbylsulfats direkt anfällt.